# Ортогонална проекция
Ортогоналната проекция е вид успоредна проекция, при която проекционните лъчи са перпендикулярни на проекционната равнина. При нея полученото изображение е афинно преобразование на изходния обект. Варианти на правоъгълната проекция са Монжовата проекция и аксонометрията.